# Anna Guzik
Anna Guzik-Tylka (ur. 15 sierpnia 1976 w Katowicach) – polska aktorka serialowa, filmowa i teatralna.

## Życiorys
Ukończyła VIII Liceum Ogólnokształcące im. Marii Skłodowskiej-Curie w Katowicach, a w 1999 wrocławską filię Państwowej Wyższej Szkoły Teatralnej w Krakowie. W latach studenckich trenowała piłkę ręczną, jest brązową medalistką Akademickich Mistrzostw Polski w tejże dyscyplinie.

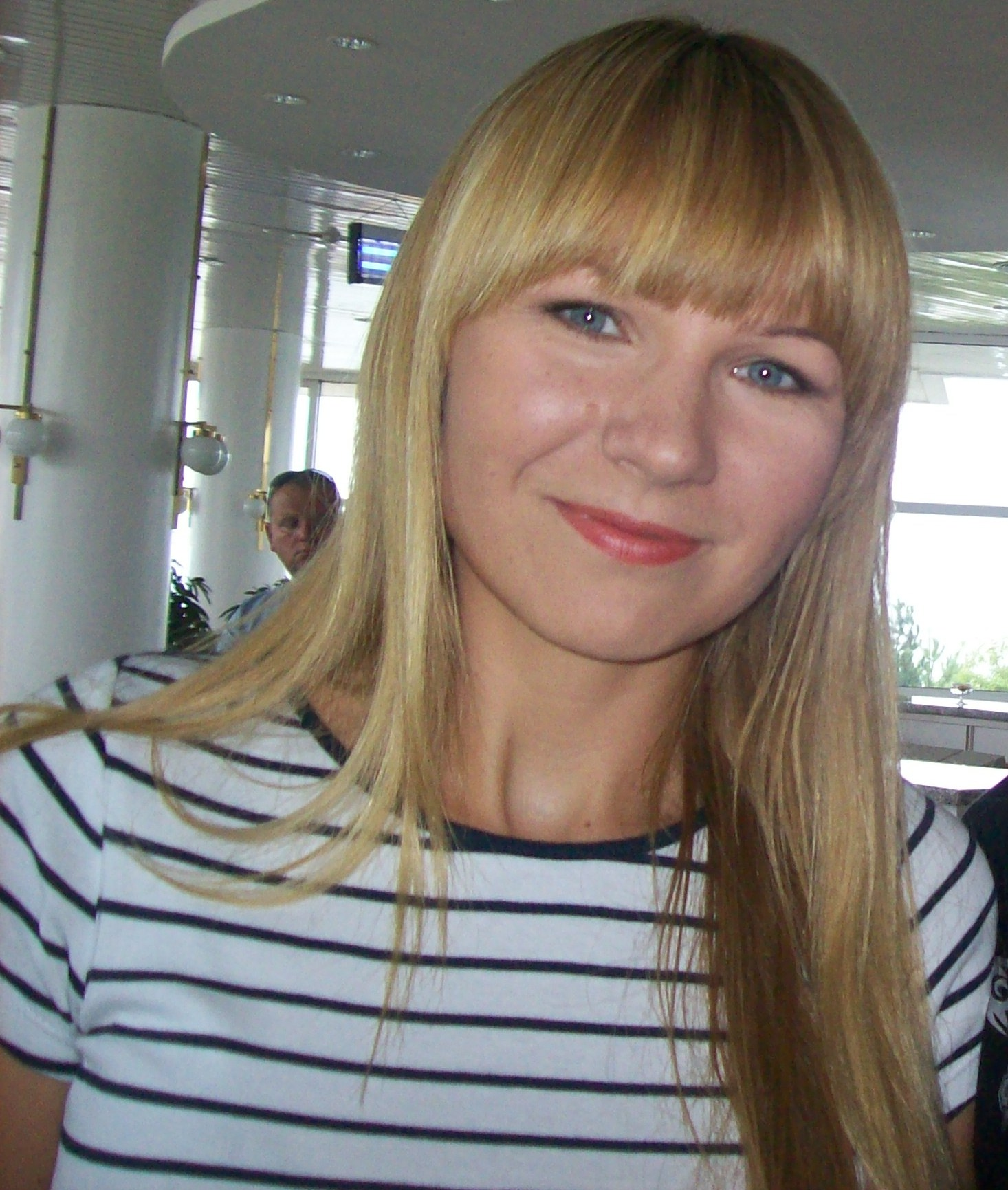
Guzik (2011)

Została aktorką Teatru Polskiego w Bielsku-Białej, w którym zadebiutowała rolą Matty w Czyż nie dobija się koni?. Za występ w tym spektaklu otrzymała w 2000 Laur Dembowskiego, nagrodę ZASPu za debiut sceniczny. W 2002 nagrodzona została dyplomem Prezydenta Miasta Bielska-Białej za „twórczą i inspirującą pracę na scenie”, otrzymała też drugą nagrodę w I Ogólnopolskim Festiwalu Sztuki Słowa Verba Sacra. Również w 2002 zadebiutowała na wielkim ekranie, grając Marzenę w filmie Wojciecha Nowaka Krugerandy. W 2003 zagrała Mariannę Wyspiańską w serialu Bao-Bab, czyli zielono mi.
Ogólnopolską rozpoznawalność przyniosła jej rola Żanety Zięby, jednej z głównych bohaterek serialu TVN Na Wspólnej, w którym gra od 2004. W 2005 grała Mirosławę Stolarek, sekretarkę w biurze matrymonialnym „Serenada” w Klinice samotnych serc. W latach 2006–2007 grała Helę Trojańską, tytułową bohaterkę serialu Hela w opałach. Jesienią 2007 w parze z Łukaszem Czarneckim zwyciężyła w finale szóstej edycji programu rozrywkowego TVN Taniec z gwiazdami. W 2007 w parze z Rafałem Kamińskim zwyciężyła również w finale programu Po prostu taniec. Prowadziła programy Polsat Cafe Zdrowie na widelcu (2012–2015) i Grzeszki na widelcu (2015–2016) oraz program Polsatu Wolni od długów (2021). W 2018 zajęła trzecie miejsce w finale dziewiątej edycji programu Polsatu Twoja twarz brzmi znajomo.

## Życie prywatne
W 2013 wyszła za Wojciecha Tylkę. Mają trzy córki: bliźniaczki Ninę i Barbarę (ur. 2016) oraz Bognę (ur. 2017).
Jej krewną jest była minister oraz komisarz Elżbieta Bieńkowska.
Amatorsko gra w tenisa. Deklaruje się jako praktykująca katoliczka.

## Filmografia
- 1999: Krugerandy jako Marzena
- 2002: M jak miłość jako studentka (odc. 86)
- 2002–2003: Kasia i Tomek jako
  - prostytutka (seria I, odc. 31, głos)
  - ekspedientka Ania (seria III, odc. 18, głos)
- 2002: Król przedmieścia jako Lubawa (odc. 7)
- 2003: Bao-Bab, czyli zielono mi jako Marianna „Koniu” Wyspiańska
- 2003: Ciało jako siostra furtianka
- 2004: Czego się boją faceci, czyli seks w mniejszym mieście jako kandydatka na asystentkę (seria I, odc. 2)
- 2004: Talki z resztą jako Donata (odc. 4)
- od 2004: Na Wspólnej jako Żaneta Zięba (w odcinku 1000. także jako Helena Trojańska)
- 2005: Klinika samotnych serc jako Mirosława Stolarek
- 2005: Anioł Stróż jako Samanta (odc. 13)
- 2006: Kryminalni: Misja śląska jako
  - Luiza Nawrocka
  - Grażyna
- 2006: Kryminalni jako
  - Luiza Nawrocka (odc. 41)
  - Grażyna (odc. 41 i 42)
- 2006: Na dobre i na złe jako pacjentka Ciołek (odc. 259)
- 2006–2008: Hela w opałach jako Helena Trojańska
- 2007: Benek jako wykładowczyni na kursie rzeźnictwa
- 2008: Senność jako żona sąsiada
- 2008: Mała wielka miłość jako Marianna (odc. 2 i 4)
- 2008: Magiczne drzewo jako konduktorka (odc. 9)
- 2008: Agentki jako Joanna Muzyka
- 2009: Miłość na wybiegu jako Barbara, szefowa konkurencyjnej agencji modelek
- 2010: Ewa jako Monika
- 2010: Usta usta jako Brygida (odc. 10)
- 2011: Hotel 52 jako Ewa (odc. 35)
- 2012: Obława jako tłumaczka
- 2014–2015: Pierwsza miłość jako Sylwia Danilewska
- 2015: Nie rób scen jako Patrycja (odc. 4)
- 2016: Ojciec Mateusz jako Kornelia Maciejka (odc. 192)
- 2019: Pan T. jako dziennikarka
- 2022: Hela jako nauczycielka fryzjerstwa

Dubbing
- 2013: Krudowie jako Ugga

## Teatr
- Allo, Allo
- Antoine (2010) jako Tereska[15]
- Apokalipsa Homara (2015) jako Paige/pani domu[16]
- Balladyna jako Balladyna
- Czarownice z Salem jako Merry
- Czego nie widać jako Pani Clackett
- Czyż nie dobija się koni? jako Matta
- Historyja o chwalebnym Zmartwychwstaniu Pańskim
- Hotel Nowy Świat (2015) jako Ada[17]
- Ifigenia (2014) jako Klytajmestra[18]
- Iwona, księżniczka Burgunda
- Królowa Piękności z Leenane jako Maureen
- Mayday (2019) jako Barbara[19]
- Milczenie jako Susan
- Miłość w Königshütte (2012) jako nauczycielka Marzena Daniszewska
- Nikt nie kocha tak jak tenor (2022) jako Tatiana Racón[20]
- Parady
- Piaskownica jako Miłka
- Pieniądze i przyjaciele
- Popcorn jako Brooke
- Singielka czyli Na co ja czekam? (2011) jako Alicja /monodram/[21]
- Singielka 2, czyli Matka Polka (2018) jako Alicja[22]
- Songi
- Szwedzki stół (2012) jako Klara – Teatr Capitol w Warszawie
- Szwejk
- Taka fajna dziewczyna jak ty jako Hanni
- Wieczór kawalerski jako Maria
- Wydmuszka (2010) jako Halinka – Teatr Komedia w Warszawie
- Zbrodnia i kara

8 marca 2015 roku Anna Guzik-Tylka zagrała monodram „Singielka” po raz setny.